# Кехджаверестан
Кехджавереста́н, или Кахджавареста́н, или Кахджавариста́н, или Кехджавериста́н, или Кахджавареста́к, или Кехджавереста́к (перс. قهجاورستان‎) — небольшой город в центральном Иране, в провинции Исфахан. Входит в состав шахрестана  Исфахан. По данным переписи, на 2006 год население составляло 6 854 человека.

## География
Город находится в южной части Исфахана, в гористой местности, на высоте 1539 метров над уровнем моря.
Кехджаверестан расположен на расстоянии приблизительно 10 километров к востоку от Исфахана, административного центра провинции и на расстоянии 325 километров к югу от Тегерана, столицы страны.